# Torri Webster
Torri Webster (12 de agosto de 1996) es una actriz canadiense, más conocida por su papel protagonista de Tess Foster en la comedia de YTV Life with Boys, lo que le valió el Young Artist Awards a la mejor actriz joven protagonista en una serie de televisión.

## Vida personal
En 2014 empezó a estudiar en la Universidad de su ciudad natal. Actualmente reside en dos ciudades, Los Ángeles y Nueva York. Vive junto con sus padres. Su mejor amiga es la actriz y compañera en Life with Boys, Torri Webster se casó en 2018 con el futbolista panameño Aaron David Sanjur. 

## Filmografía
| Año       | Título                    | Personaje             | Notas                      |
| --------- | ------------------------- | --------------------- | -------------------------- |
| 2010      | The Town Christmas Forgot | Trish Benson          | Película para televisión   |
| 2011—2013 | Life with Boys            | Tess Foster           | Rol principal, Serie de TV |
| 2012      | Jesus Henry Christ        | Chica en la Cafetería | papel menor, sin acreditar |
| TBA       | Night Wings               | Brooke                | Preproducción              |

## Premios
| Año  | Premio             | Categoría                                                              | Trabajo        | Resultado | Ref.  |
| ---- | ------------------ | ---------------------------------------------------------------------- | -------------- | --------- | ----- |
| 2013 | Young Artist Award | Mejor Actuación en una Serie de Televisión - Actriz Joven Protagonista | Life with Boys | Ganadora  | [ 3 ] |